# (32201) 2000 OZ2
2000 OZ2 (asteroide 32201) é um asteroide da cintura principal. Possui uma excentricidade de 0.09778190 e uma inclinação de 2.61185º.
Este asteroide foi descoberto no dia 29 de julho de 2000 por John Broughton em Reedy Creek.